# Шудский сельсовет
Шудский сельсове́т — сельское поселение в Варнавинском районе Нижегородской области.
Административный центр — село Горки.

## История
Статус и границы сельского поселения установлены Законом Нижегородской области от 15 июня 2004 года № 60-З «О наделении муниципальных образований — городов, рабочих посёлков и сельсоветов Нижегородской области статусом городского, сельского поселения».
Законом Нижегородской области от 28 августа 2009 года № 150-З сельские поселения Антонихинский сельсовет и Горкинский сельсовет объединены в сельское поселение Шудский сельсовет.

## Население
| 2002 | 2010 | 2012 | 2013 | 2014 | 2015 | 2016 |
| ---- | ---- | ---- | ---- | ---- | ---- | ---- |
| 1104 | ↘749 | ↘711 | ↘689 | ↘665 | ↘634 | ↘621 |
| 2017 | 2018 | 2019 | 2020 | 2021 |      |      |
| ↘594 | ↘575 | ↘553 | ↘544 | ↘440 |      |      |

## Состав сельского поселения
| №  | Населённый пункт | Тип населённого пункта       | Население |
| -- | ---------------- | ---------------------------- | --------- |
| 1  | Антониха         | деревня                      | ↘149      |
| 2  | Горки            | село, административный центр | ↘165      |
| 3  | Гришино          | деревня                      | ↘0        |
| 4  | Жилиха           | деревня                      | ↘0        |
| 5  | Карелиха         | деревня                      | ↘9        |
| 6  | Коровиха         | деревня                      | ↘4        |
| 7  | Красный Луч      | посёлок                      | ↘221      |
| 8  | Кресты           | посёлок                      | ↘24       |
| 9  | Кулигино         | деревня                      | ↘70       |
| 10 | Мусиха           | деревня                      | ↘0        |
| 11 | Непогодиха       | деревня                      | ↘1        |
| 12 | Парагузиха       | деревня                      | ↘4        |
| 13 | Поляки           | деревня                      | ↘61       |
| 14 | Прудовка         | деревня                      | ↘7        |
| 15 | Югары            | деревня                      | ↘34       |